# Forum of Firms
Das Forum of Firms (FoF) ist ein Zusammenschluss von international bedeutenden Netzwerken von Wirtschaftsprüfern, darunter den so genannten Big Four. Er hat die Rechtsform eines Vereins nach Schweizer Recht.

## Strukturen und Aufgaben
Der Zusammenschluss wurde 2002 gegründet und hat die Aufgabe weltweit hochwertige und konsistente Standards für die Rechnungslegung und die Wirtschaftsprüfung zu fördern. Das Forum of Firms vereint Wirtschaftsprüfer, welche internationale Prüfungen durchführen. Die Aktivitäten werden mit der internationalen Organisation IFAC abgestimmt. Dies erfolgt über einen Transnational Auditors Committee genannten Ausschuss.

## Mitglieder
Die international bekannten Wirtschaftsprüfer sind nicht in der Form einheitlicher Unternehmen tätig, sondern vielmehr als Netzwerke unabhängiger Wirtschaftsprüfungsgesellschaften. Die folgenden internationalen Netzwerke sind Mitglied der Organisation:
- AUREN
- Baker Tilly International Limited
- BDO
- Constantin – Serval & Associés
- Crowe Global
- Ecovis International
- Deloitte Touche Tohmatsu Limited
- Ernst & Young Global Limited
- FinExpertiza
- Grant Thornton International Ltd
- HLB International
- IECnet
- JPA International
- KPMG International Cooperative
- Kreston International
- Kudos International Network
- Mazars
- Moore Stephens International Limited
- Nexia International
- PKF International Limited
- PricewaterhouseCoopers International
- RSM International Limited
- Russell Bedford International
- SFAI
- SMS Latinoamérica
- Talal Abu Ghazaleh & Co. International
- TASK International
- UHY International Limited